# Ernst Ziller
Ernestos Moritz Theodor Ziller, più brevemente Ernst Ziller (Oberlößnitz, 22 giugno 1837 – Atene, 4 novembre 1923), è stato un architetto tedesco naturalizzato greco. Viene ricordato per la progettazione e costruzione, dal tardo Ottocento ad inizi Novecento, di diversi edifici reali e municipali ad Atene, Patrasso e altre città greche.

## Biografia

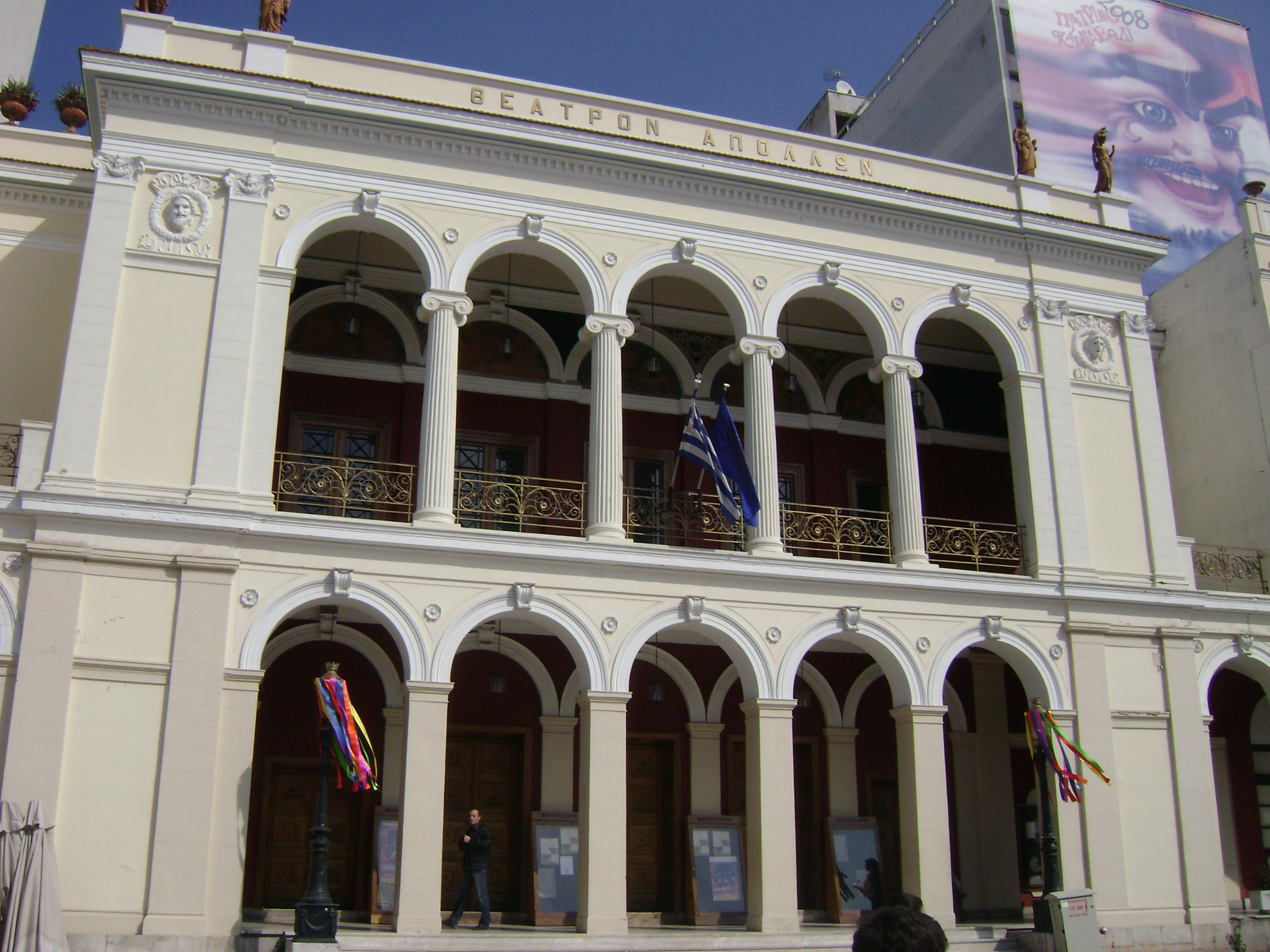
Il Teatro Apollon di Patrasso, opera di Ernst Ziller.

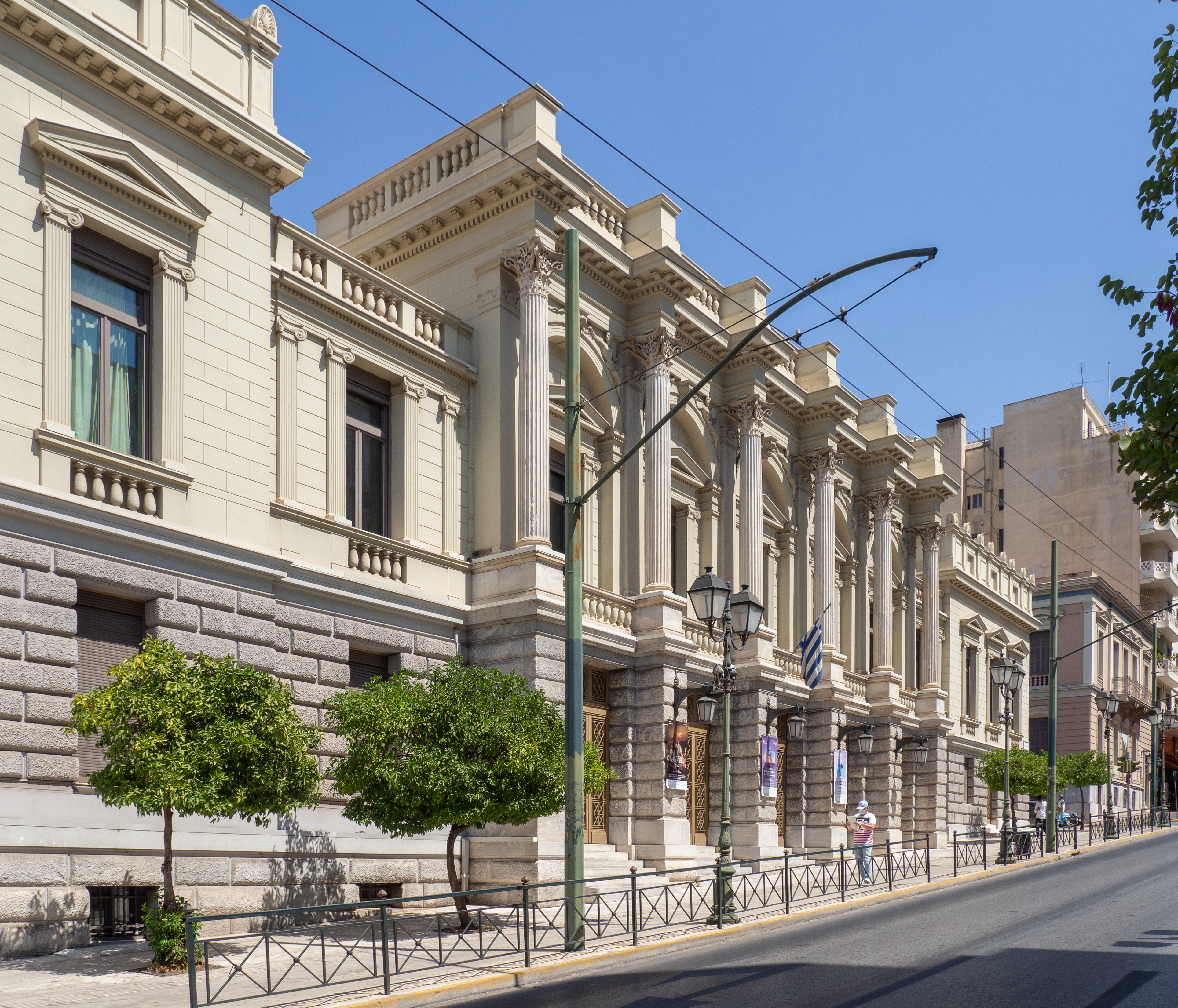
Il Teatro Nazionale di Grecia ad Atene.

Ziller nacque nella comunità rurale di Serkowitz, nel distretto di Radebeul, in Sassonia. Dopo essersi diplomato all'Accademia di Belle Arti di Dresda nel 1858, trovò impiego presso l'architetto danese Theophilus Hansen. Nel 1861 fu lo stesso Hansen ad inviarlo a lavorare ad Atene dove trovò impiego come progettista presso la casata reale greca. Nel 1872 venne nominato professore della Scuola Reale di Arte, attuale Politecnico di Atene.
Sposò una donna greca e sua figlia, Iosifina Dimas-Ziller (1885-1965), fu una pittrice impressionista.
Nel 1885, disegnò il palazzo dove la famiglia risiedette sino al 1912 e che venne in seguito acquisito dal banchiere greco Dionysios P. Loverdos (1878–1934). Ziller morì ad Atene e venne sepolto nel cimitero locale.

## Edifici progettati
- palazzo dell'Istituto archeologico germanico di Atene
- Teatro nazionale della Grecia, Atene
- Nuovo palazzo reale, Atene
- Villa Stathatos, Atene
- Stazione ferroviaria "Peloponneso", Atene
- Teatro Apollon, Patrasso
- Museo numismatico di Atene, Atene
- Villa Andreas Syngros, Atene
- Residenza reale di Tatoi, Atene
- Palazzo Melas, Atene
- Villa Atlanta, Atene
- Municipio di Ermoupolis, Ermoupoli, isola di Syros
- Hotel Megas Alexandros, Atene
- Vecchio municipio, Pyrgos
- Villa Thon, demolita
- Scuola nazionale della difesa
- Chiesa di San Luca, Patisia, Atene
- Istituto nazionale di chimica di Grecia
- Museo archeologico di Aigio
- Chiesa di Eisodia, Aigio
- Cattedrale di Panayia Faneromeni, Aigio

## Supervisione dei lavori e modifiche
- Museo archeologico nazionale di Atene
- Biblioteca nazionale di Grecia, Atene
- Stadio Panathinaiko, Atene, ristrutturazione
- Accademia di Atene, Atene